# Juniperus brevifolia
Juniperus brevifolia är en cypressväxtart som först beskrevs av Moritz August Seubert, och fick sitt nu gällande namn av Franz Antoine. Juniperus brevifolia ingår i släktet enar och familjen cypressväxter. Inga underarter finns listade i Catalogue of Life.
Arten förekommer på Azorerna och den finns i princip på alla tillhörande öar. Habitatet varierar mellan buskskogar nära havet eller på bergstoppar och mindre skogar.
Juniperus brevifolia hittas tillsammans med andra arter av släktet Juniperus samt med atlantisk pors, Erica azorica, vanlig ljung och Vaccinium cylindraceum.
Etablering av jordbruksmark och skogarnas omvandling till former som är lämpligare för skogsbruk är ett hot för beståndet. Artens trä har under historien används för bland annat byggnader, möbler och fartyg. Uppskattningsvis minskar hela beståndet med 10 procent per generation. IUCN kategoriserar arten globalt som sårbar.

## Bildgalleri

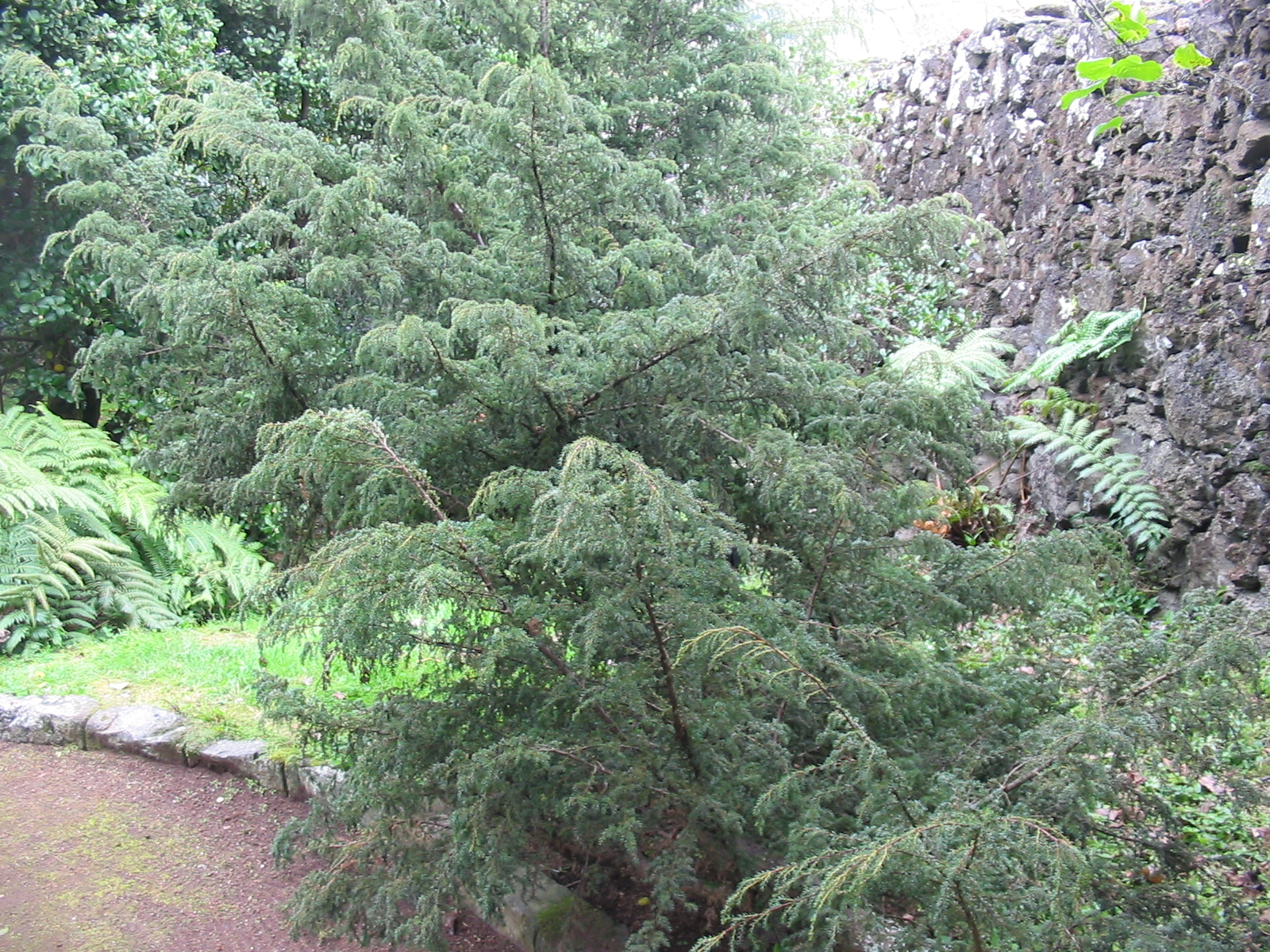
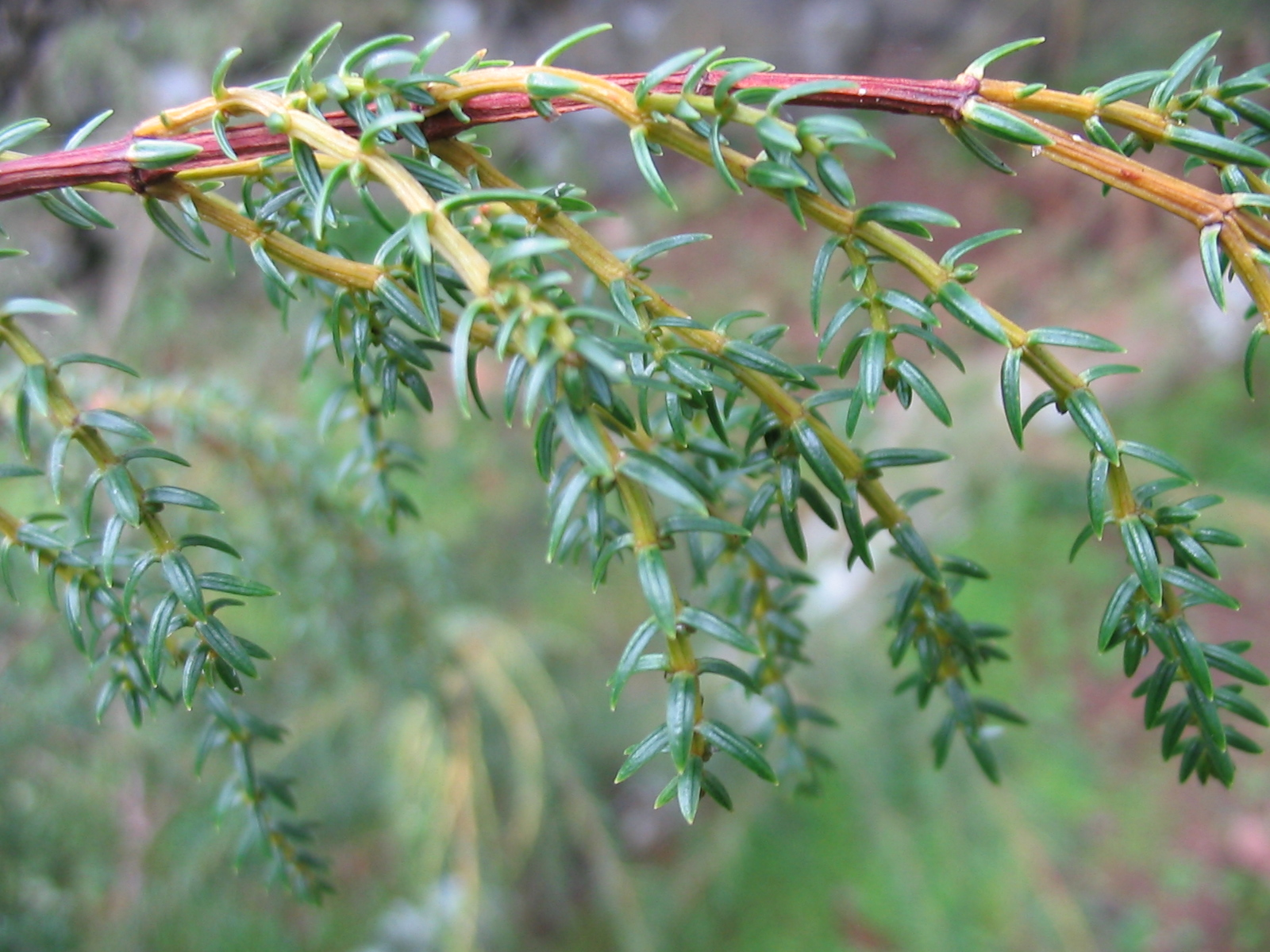
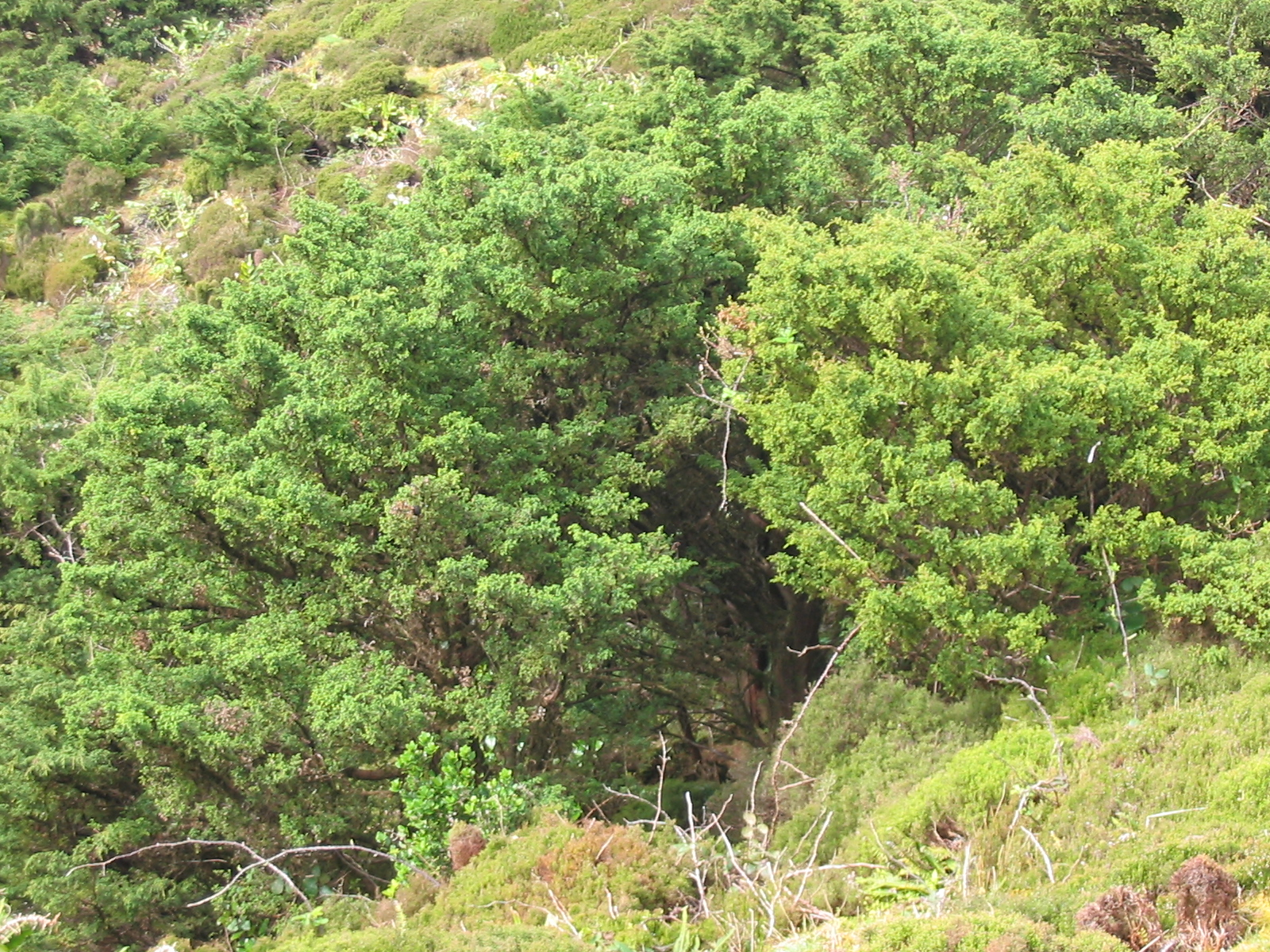
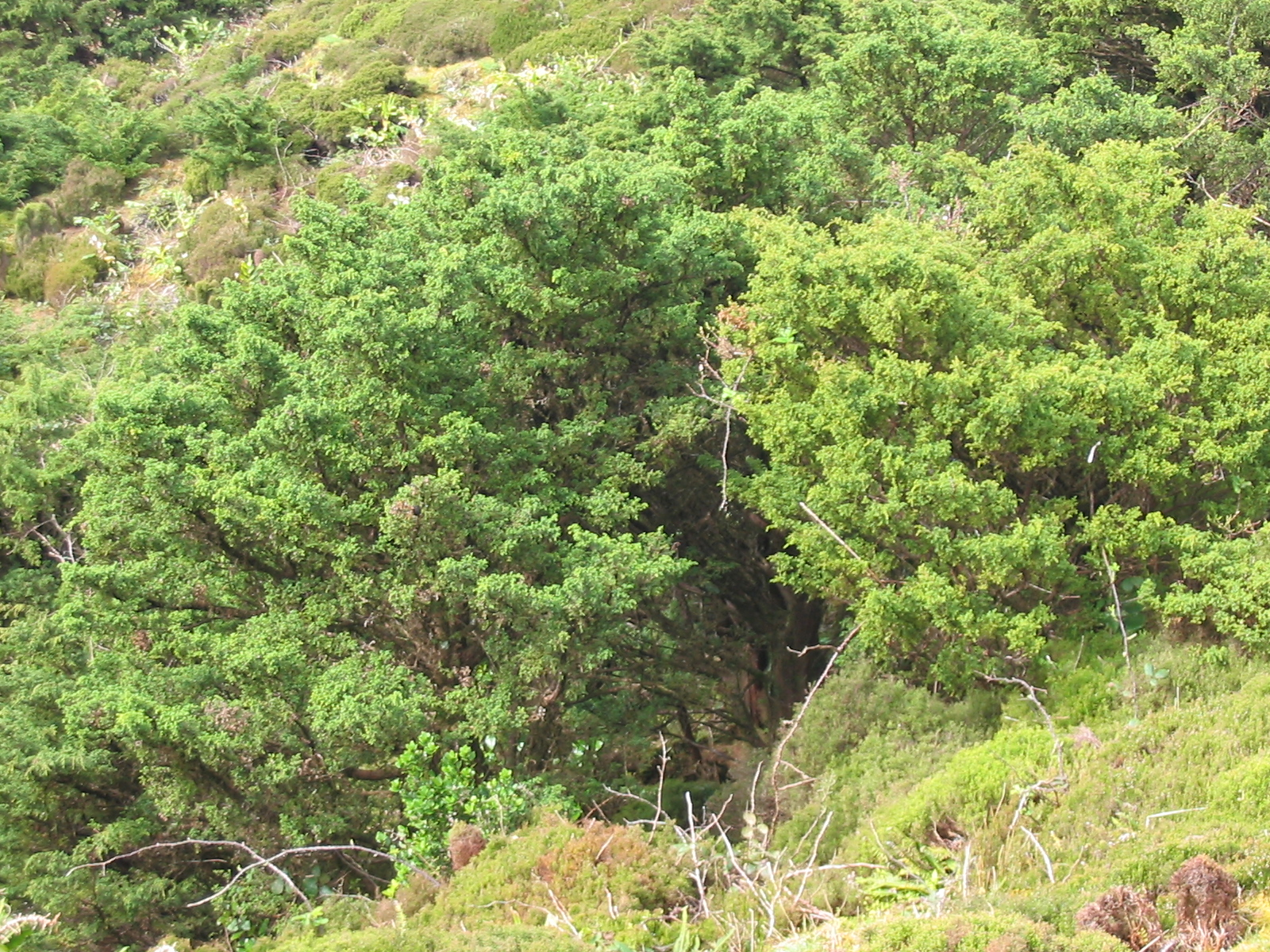